# Евримедон (стратег)
 Тази статия е за древногръцкия стратег.  За реката с древното име Евримедон вижте Кьопрючай.  
Евримедон (на старогръцки: Εὐρυμέδων; Eurymedon; * ок. 470 пр.н.е.; † 413 пр.н.е.), син на Туклес, е политик, военачалник, стратег на Древна Атина през 5 век пр.н.е. по времето на пелопонеската война (431–404 пр.н.е.), участва в атинската Сицилианска експедиция (415–413 пр.н.е.) и е убит в предпоследната морска битка в пристанището на Сиракуза. 
През пролетта 425 пр.н.е. Евримедон с колегата си Софокъл помага с флота си на Демостен, има голям успех в битката при пристанището на Пилос и прогонва флота на спатртанците с военачалник Бразид († 422 пр.н.е.).
През 413 пр.н.е. Евримедон, Демостен и Менандер са главни комадири на атинската войска в Сиракуза.